# Giovanni Battista Del Sole

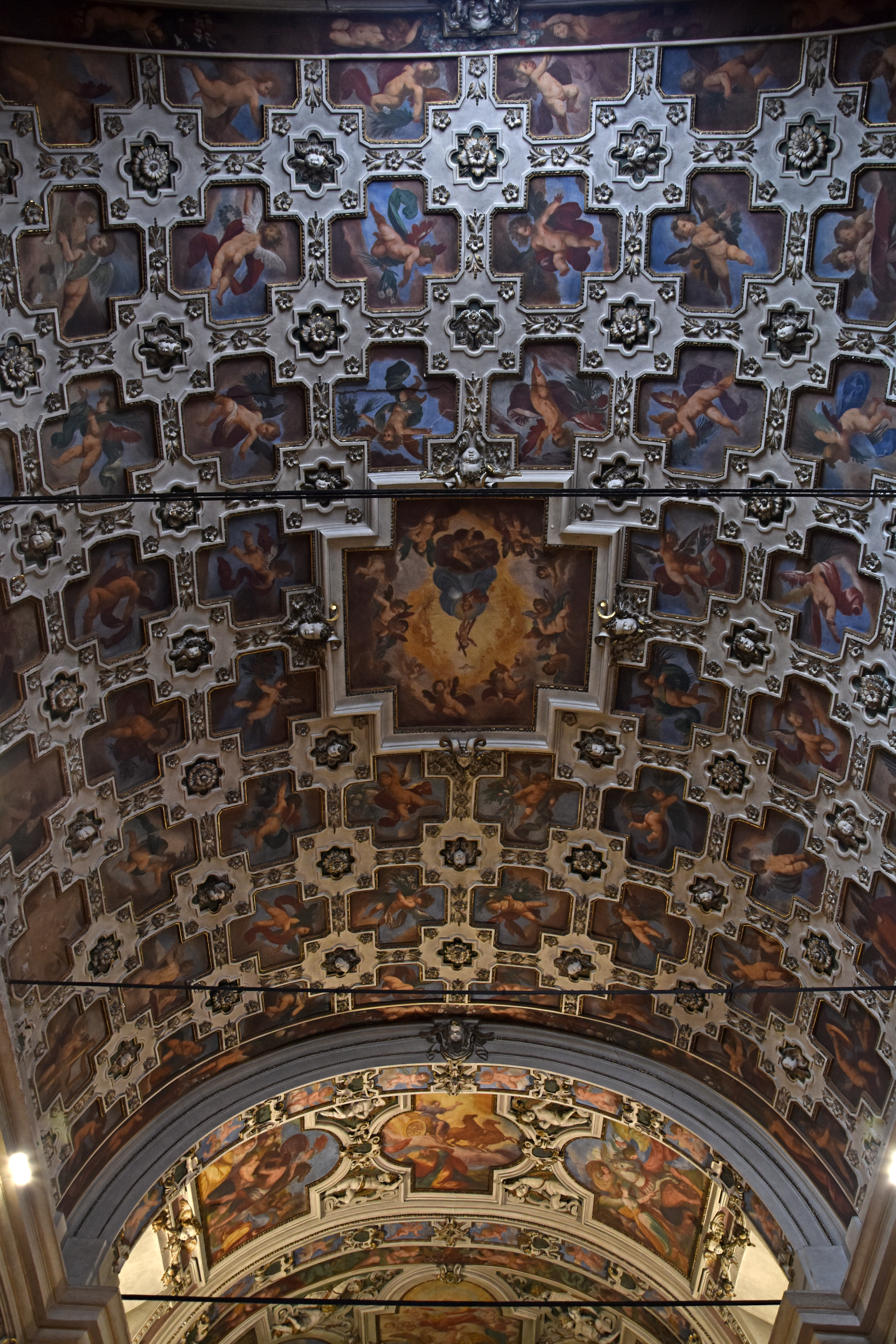
Varese - San Giuseppe

Giovanni Battista Del Sole (Milano, XVII secolo – XVII secolo) è stato un pittore italiano.

## Biografia
Figlio del pittore Pietro Del Sole, nacque a Milano in un periodo compreso tra il 1615 e il 1625. Dal padre apprese le prime nozioni artistiche, mentre gli anni di formazione successiva non sono noti.  
Dal 1644 venne documentata la sua attività pittorica, per circa un trentennio del secolo. La prima opera conosciuta è una serie di acqueforti pubblicate in un volume edito a Milano nel 1645. 
Negli anni successivi prestò la sua opera nella vicina città di Varese, dove dipinse nel 1658 la volta dell'Oratorio di San Giuseppe. Nel 1661 si spostò a Pavia, dove dipinse La visione di Pio V della battagli di Lepanto per il collegio Ghislieri.
Nel 1663 rientrò a Milano dove proseguì la sua opera negli anni.
La data di morte non è documentata, ma va collocata dopo l'ultima sua opera conosciuta e datata 1673.

## Fonti
- Dizionario biografico Treccani